# Лімбо (танець)
Лімбо (від англ. limber — гнучкий) — сучасний танець-змагання, який походить з острова Тринідад (часто батьківщиною лімбо помилково називають Гавайські острови). Рухаючись під музику, танцюрист нахиляє тулуб назад, щоб у танці пройти під спеціально встановленою горизонтальною планкою, не торкнувшись її. Той, хто торкнеться планки або впаде на спину — вибуває. Після того, як усі учасники змагання пройдуть під планкою, її встановлюють на меншій висоті. Танець триває доти, доки не залишиться лише один танцюрист, який не торкнувся планки і не впав.
Останнім часом лімбо використовуюють як форму групового знайомства («айс-брейкинґ») для туристів на тропічних курортах. Переможець змагання часто отримує приз.
В анімаційному серіалі «Футурама», дія якого відбувається у ХХХІ столітті, лімбо виступає як олімпійський вид спорту.